# 海丰沙塘鳢
海丰沙塘鳢（学名：Odontobutis haifengensis）为塘鳢科沙塘鳢属的鱼类。在中国，分布于广东龙津河水系及东江水系等，属于暖水性鱼类。其常见于淡水河川及溪流中。该物种的模式产地在广东海丰县莲花山直接入海之小溪。